# Condado de Fillmore (Nebraska)
O Condado de Fillmore é um dos 93 condados do estado norte-americano de Nebraska. A sede do condado é Geneva, que é também a sua maior cidade. O condado tem uma área de 1494 km² (dos quais 0 km² estão cobertos por água), uma população de 6634 habitantes, e uma densidade populacional de 4,4 hab/km² (segundo o censo nacional de 2000). Foi fundado em 1885 e o seu nome é uma homenagem a Millard Fillmore (1800-1874), o 13.º presidente dos Estados Unidos.